# 兄弟仁義
兄弟仁義（きょうだいじんぎ）は、1965年（昭和40年）3月10日に発売された、北島三郎のシングル。北島の代表的なレパートリーのひとつである。ミリオンセラーを記録する大ヒットとなった。
ヤクザ渡世における兄弟分の契りをテーマにした歌曲であり、発表翌年より本作を主題歌とする、北島主演の同名の映画シリーズが製作された。

## 概要
作詞の星野哲郎は、自身が日本コロムビアから、新興のクラウンレコード（現：日本クラウン）へ移籍する際の、北島とのエピソードが着想となったとしている。クラウンレコード移籍を決意した星野が、公演中だった北島を訪ね別れを告げると、北島は「俺たち義兄弟じゃないか」と語り、星野と行動を共にした、という一連の動きを、渡世者になぞらえたものである、という。
日本放送協会（NHK）の歌謡番組に多数出演している北島だが、この「兄弟仁義」は、『NHK紅白歌合戦』では披露されていない。その一方で、『ビッグショー』（1978年。浅香光代と共演）『思い出のメロディー』など他の番組では披露した実績がある。
また、『トップスターショー・歌ある限り』（1977年。藤圭子と北島が共演し藤圭子が歌唱）、『新・BS日本のうた』などで他の歌手によるカバーが披露された例がある。また、『NHKのど自慢』でも出場者が歌唱した実例がある。
1975年放送の桃屋「ごはんですよ!」のテレビCM「懐メロ篇」において三木のり平が「兄弟仁義」を歌った。

## シングル収録曲
1. 兄弟仁義
  - 作詞:星野哲郎/作曲:北原じゅん
2. つらい恋だよ
  - 作詞:八反ふじを/作曲:島津信男